# Камлюково
Камлю́ково или Камлюко́ (кабард.-черк. Къэмылыкъуэ — «камышовая долина») — село в Зольском районе Кабардино-Балкарской Республики.
Образует муниципальное образование «сельское поселение Камлюково», как единственный населённый пункт в его составе.

## Географическое положение
Селение расположено в северо-восточной части Зольского района, на левом берегу реки Малка. Находится в 20 км к юго-востоку от районного центра Залукокоаже, в 57 км к северо-западу от города Нальчик, и в 40 км к юго-востоку от Пятигорска.
Площадь территории сельского поселения составляет — 27,50 км2. Из них на долю урочища «Золка» приходится 7 км2 (25,5 %).
Граничит с землями населённых пунктов: Приречное и Малка на северо-востоке, и Сармаково на юго-западе и Совхозное на северо-западе.
Населённый пункт расположен в предгорной зоне республики. Рельеф местности представляет собой в основном холмистую местность, сменяющаяся на севере на наклонную предгорную равнину с бугорчатой возвышенностью. Средние высоты составляют около 640 метров над уровнем моря. 
Урочище «Золка» находится в пределах Зольских пастбищ, и расположена в средней части северо-восточного склона Джинальского хребта. Вся территория урочища сильно расчленена узкими долинами и балками. Склоны водоразделов крутые и сильно покатые.
Почвенный покров представлена чернозёмом типичным выщелоченным, серым и тёмно-серо лесным.
Гидрографическая сеть представлена рекой Мала. В пределах сельского поселения в неё впадают пересыхающие речки — Камлюко и Малое Камлюко. Как и в целом по району в селе имеются выходы родников и различные виды минеральных источников.
Климат влажный умеренный, характеризующийся тёплым летом со средними температурами около +20,5°С, и прохладной зимой со средними температурами около -3,0°С. Сумма температур за вегетационный период составляет 2800-3200°С. Среднегодовое количество осадков составляет около 1000 мм. Основное количество осадков выпадет в весенний период.

## История
В 1924 году сельский совет села Малка постановил вопрос о расселении села, фактически состоявшего из трёх аулов.
В ходе этой программы, в 1928 году из села на противоположный (левый) берег реки Малка начали переселяться семьи переселенцев, которые основали новое поселение названое — Камлюко, что в переводе с кабардино-черкесского языка, означает «камышовая долина». В 1929 году в новом селе уже числилось 145 дворов.
До 1930 года село находилось в административном подчинении Малкинского сельского Совета. В конце 1930 года село получило самостоятельность и статус отдельного сельсовета.
В ходе коллективизации в начале 1930-х годов, многие жители села, не соглашавшиеся с отдачей своего частного подсобного владения и имущества, были репрессированы и отправлены в ссылку в Сибирь и Среднюю Азию.
В 1937 году селение передано из Нагорного района в состав образованного на его части Зольского района.
В период с сентября 1942 года по январь 1943 года село находилось под оккупацией немецких войск. С окончанием войны и началом восстановления хозяйства, в селе были построены новые объекты социальной инфраструктуры. 
В 2005 году Законом Кабардино-Балкарской Республики от 27.02.2005 №13-РЗ «О статусе и границах муниципальных образований в Кабардино-Балкарской Республике», Камлюковская сельская администрация была преобразована в муниципальное образование, со статусом сельского поселения.

## Население
| 2002  | 2010  | 2012  | 2013  | 2014  | 2015  | 2016  |
| ----- | ----- | ----- | ----- | ----- | ----- | ----- |
| 1943  | ↗2219 | ↗2238 | ↗2259 | ↘2252 | ↗2261 | ↗2263 |
| 2017  | 2018  | 2019  | 2020  | 2021  | 2023  | 2024  |
| ↗2274 | ↘2273 | ↗2282 | ↘2280 | ↗2328 | ↗2350 | ↗2357 |
| 2025  |       |       |       |       |       |       |
| ↗2369 |       |       |       |       |       |       |

Плотность — 86.15 чел./км2.
За межпереписной период (с 2010 по 2021 год) население села увеличилось на 109 чел. (+ 4,91 %).
Национальный состав
По данным Всероссийской переписи населения 2021 года:
| Народ                | Численность, чел. | Доля от всего населения, % | Доля от указавших нац-ть, % |
| -------------------- | ----------------- | -------------------------- | --------------------------- |
| кабардинцы (черкесы) | 2310              | 99,23 %                    | 99,44 %                     |
| * кабардинцы         | 2164              | 92,96 %                    | 93,16 %                     |
| * черкесы            | 146               | 6,27 %                     | 6,28 %                      |
| другие               | 13                | 0,56 %                     | 0,56 %                      |
| нет / не указано     | 5                 | 0,21 %                     | -                           |
| всего                | 2328              | 100 %                      | 100 %                       |

## Местное самоуправление
Администрация сельского поселения Камлюково — село Камлюково, ул. Калмыкова, 73.
Структуру органов местного самоуправления сельского поселения составляют:
- Глава сельского поселения Камлюково — Канкулов Алик Хамидбиевич (с 22 августа 2007 года).
- Местная администрация (исполнительно-распорядительный орган) — администрация сельского поселения Камлюково.

Аппарат местной администрации сельского поселения состоит из 7 человек.
- Представительный орган — Совет местного самоуправления сельского поселения Камлюково. Состоит из 12 депутатов.

## Образование
- Средняя общеобразовательная школа № 1 — пер. Школьный, 1
- Начальная школа Детский сад

## Здравоохранение
- Участковая больница

## Культура
- Дом культуры

Общественно-политические организации: 
- Адыгэ Хасэ
- Совет ветеранов труда и войны

## Ислам
- Сельская мечеть — пер. Школьный, 12.

## Экономика
Сельское хозяйства сельского поселения в основном направлено на выращивания картофеля, кукурузы и подсолнечника. Возрождается животноводство мясного и молочного направления.
На территории сельского поселения функционируют предприятия: 
- ООО «Камышовая балка»
- ООО «Зольские семена»

## Улицы
На территории села зарегистрировано 6 улиц и 4 переулков:
Улицы
| 50 лет Победы |
| Калмыкова     |

| Канкулова |
| Кирова    |

| Набережная  |
| Новостройки |

Переулки
| Братьев Канкуловых |
| Братьев Махошевых  |

| Кабардинский |

| Школьный |

## Известные жители
- Канкулов Ахмед Екубович — верховный кади (мусульманский судья) Кабарды в начале XX века.